# Raditude
Albums de Weezer
Weezer (alias The Red Album)
(2008) Hurley
(2010)
Raditude est le septième album studio du groupe de rock alternatif américain Weezer. L'album est sorti le 3 novembre 2009.

## Liste des chansons
| No  | Titre                                                                         | Auteur                            | Durée |
| --- | ----------------------------------------------------------------------------- | --------------------------------- | ----- |
| 1.  | (If You're Wondering If) I Want You To                                        | Rivers Cuomo, Butch Walker        | 3:28  |
| 2.  | I'm Your Daddy                                                                | Cuomo, Dr Luke                    | 3:08  |
| 3.  | The Girl Got Hot                                                              | Cuomo, Walker                     | 3:14  |
| 4.  | Can't Stop Partying (avec Lil Wayne)                                          | Cuomo, Jermaine Dupri             | 4:22  |
| 5.  | Put Me Back Together                                                          | Cuomo, Tyson Ritter, Nick Wheeler | 3:15  |
| 6.  | Trippin' Down the Freeway                                                     | Cuomo, Jacknife Lee               | 3:40  |
| 7.  | Love Is the Answer                                                            | Cuomo, Dupri, Lee                 | 3:43  |
| 8.  | Let It All Hang Out                                                           | Cuomo                             | 3:17  |
| 9.  | In the Mall                                                                   | Patrick Wilson                    | 2:39  |
| 10. | I Don't Want to Let You Go                                                    | Cuomo                             | 3:48  |
| 11. | Get Me Some (titre bonus de la Deluxe Edition)                                | Cuomo, Dr Luke                    | 3:36  |
| 12. | Run Over by a Truck (titre bonus de la Deluxe Edition)                        | Cuomo                             | 3:33  |
| 13. | The Prettiest Girl in the Whole Wide World (titre bonus de la Deluxe Edition) | Cuomo                             | 4:00  |
| 14. | The Underdogs (titre bonus de la Deluxe Edition)                              | Cuomo, Kazuhiro Hara              | 4:40  |